# Trogloneta canariensis
Trogloneta canariensis är en spindelart som beskrevs av Jörg Wunderlich 1987. Trogloneta canariensis ingår i släktet Trogloneta och familjen Mysmenidae.
Artens utbredningsområde är Kanarieöarna. Inga underarter finns listade i Catalogue of Life.